# Vizantea-Livezi
Vizantea-Livezi es una comuna ubicada en el distrito de Vrancea, Rumania.

## Superficie
Posee una superficie de 75,46 kilómetros cuadrados.

## Demografía
Hasta 2021 la población era de 3614 habitantes, con una densidad de población de 47,89 habitantes por kilómetro cuadrado.